# VfB Dortmund 1897
VfB Dortmund 1897 was een Duitse voetbalclub uit Dortmund, Noordrijn-Westfalen.

## Geschiedenis
Op 14 juni 1897 werd Jünglingsverein Dortmund opgericht. Acht jaar later werd de naam gewijzigd in VfB Dortmund. De club was aangesloten bij de West-Duitse voetbalbond en speelde in 1916/17 voor het eerst in de hoogste klasse van de Ruhrcompetitie, die toen om oorlogsredenen in meerdere reeksen opgedeeld was. VfB eindigde drie jaar in de middenmoot. In 1919 werd voor het eerst sinds het uitbreken van de oorlog opnieuw een competitie in één reeks gespeeld en VfB eindigde op de zesde plaats. Het volgende seizoen werd de competitie in drie reeksen verdeeld. Deze verandering werd na één seizoen weer ongedaan gemaakt en enkel de top vier plaatste zich, VfB werd vijfde en ging naar de tweede klasse.
Na één seizoen promoveerde de club terug. De competitie werd nu over twee jaar gespreid en in 1922/23 werd enkel de heenronde gespeeld. VfB sloot die heenronde af met slechts vier punten uit vijftien wedstrijden, één punt meer dan Dortmunder SC 95. Beide clubs haalden meer punten in de terugronde en SC 95 zelfs nog wat meer dan VfB waardoor de club laatste werd. Doordat er dit seizoen geen degradatie was bleef de club in de hoogste klasse, die opnieuw over twee seizoenen gespreid werd. Na de heenronde stond de club samen met Alemannia 05 Dortmund en Arminia 08 Marten. Deze laatste deed het slecht in de terugronde, terwijl zowel VfB als Alemannia het beter deden, waardoor SV 08 Dortmund voorlaatste werd en VfB veertiende op zestien.
Op 13 maart 1926 fusioneerde de club met SSV Alemannia 05 Dortmund en werd zo VfB Alemannia Dortmund.